# تترامر

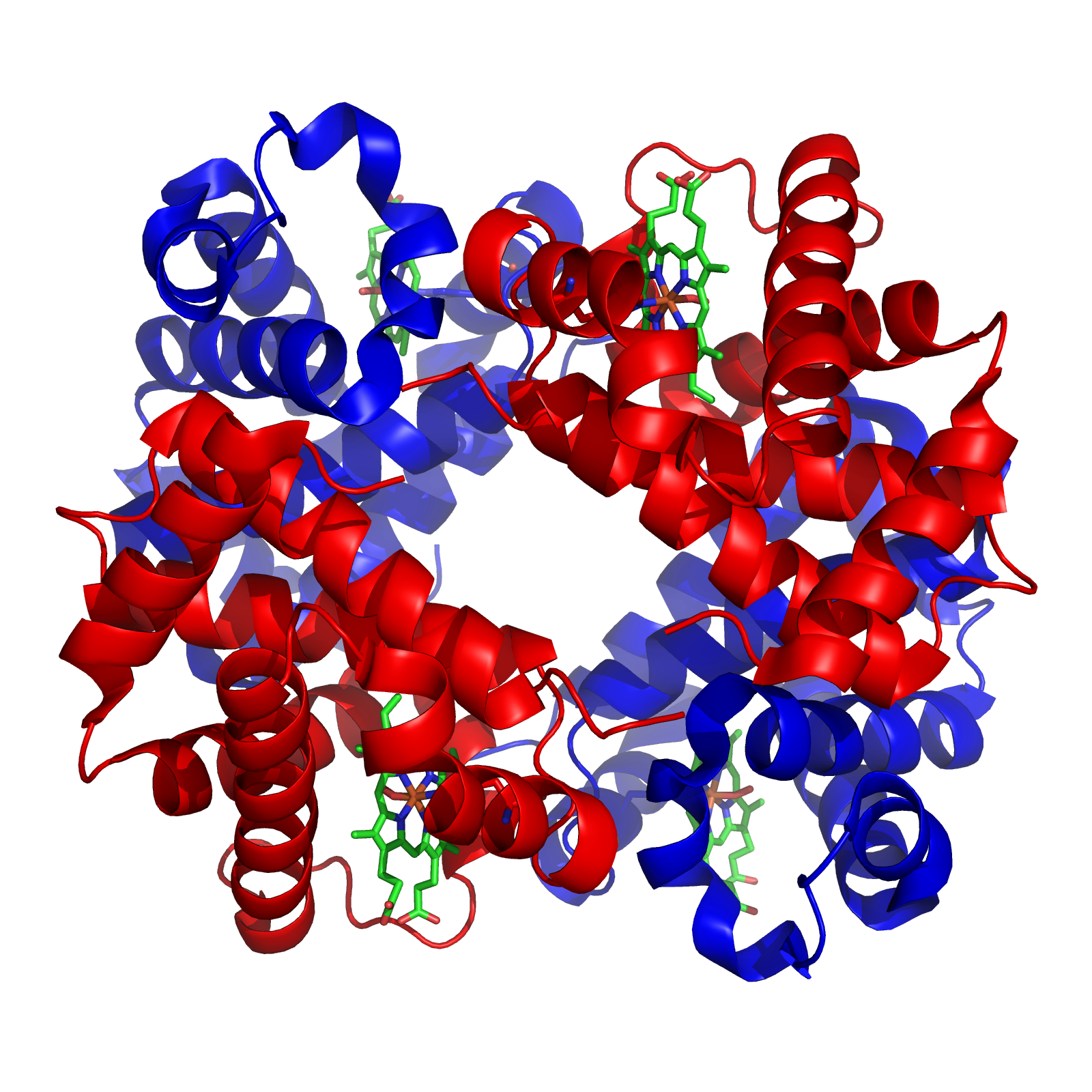
نمونه‌ای از یک زیرواحد، هموگلوبین انسانی. زیرواحدهای α و β پروتئین قرمز و آبی هستند

تترامر (انگلیسی: Tetramer) یک الیگومر است که از چهار مونومر یا زیر واحد تشکیل شده است.  ویژگی مرتبط با آن، تترامری نامیده می‌شود.  نمونه‌ای از شیمی معدنی متوکسید تیتانیوم با فرمول تجربی Ti(OCH3)4 است که در حالت جامد تترامر است و دارای فرمول مولکولی Ti4(OCH3)16 است. نمونه‌ای از تترامر در شیمی آلی کوبوفنول A است، ماده‌ای که از ترکیب چهار مولکول رسوراترول تشکیل می‌شود.